# Танат
Танат (на испански: Tannat) е червен винен сорт грозде, за който се смята, че произхожда от югозападната част на Франция, но въпреки това сортът не е много популярен в родината си. Сортът е намерил своя втора родина в Уругвай, където е бил донесен от испанските колонизатори през XVII век и където е най-важният и разпространен винен сорт. Отглежда се и в Италия, Португалия, Швейцария, Аржентина, Бразилия, Боливия, Перу, Южна Африка, Австралия и САЩ.
Познат е и с наименованията: Мустро, Мадиран, Хариаж, борделеза, Танат ноар.
Гроздът е среден, цилиндричен, често двукрил; зърната са средни по размер, сферични, синьо-черни с дебела кожица.
Вината от Танат се отличават с много танини, интензивен червен цвят, и аромати на тъмни плодове и шоколад. Сортови вина се правят рядко, обикновено гроздето се използва за приготвяне на висококачествени купажни вина в стил Бордо, в които Танат е основен сорт, заедно с Каберне Совиньон, Каберне Фран, Мерло и Пети Вердо. Най-добрите вина от Танат се правят в Уругвай.